# Château de Portumna
Le Château de Portumna est un château semi-fortifié situé à Portumna dans le comté de Galway en Irlande.
Il a été construit au début du XVIIe siècle pendant le règne du roi Jacques VI et Ier.
Il a été abandonné à la suite d'un incendie en 1826.